# Blastomyia origani
Blastomyia origani är en tvåvingeart som först beskrevs av Tavares 1901.  Blastomyia origani ingår i släktet Blastomyia och familjen gallmyggor. Inga underarter finns listade i Catalogue of Life.